# Infurcitinea gaedikella
Infurcitinea gaedikella is een vlinder uit de familie echte motten (Tineidae). De wetenschappelijke naam is voor het eerst geldig gepubliceerd in 2003 door Nel.
De soort komt voor in Europa.